# Nils Johan Semb
Nils Johan Semb, född 24 februari 1959, är en norsk fotbollstränare. 

## Karriär
Semb var assistent under Egil Olsen fram till han själv tog över som förbundskapten 1998. 
Semb hade stora framgångar säsongen 1999 och fotbollsmagasinet France Football utsåg honom till årets tränare i Europa. Semb var den förste förbundskapten som tog Norges fotbollslandslag till ett EM-slutspel (år 2000). Under de följande åren hade han mindre framgångar, bland annat ett dåligt kval till VM 2002. 
Semb avgick efter att Norge misslyckades att kvala in till fotbolls-EM 2004. Han efterträddes av Åge Hareide. Semb jobbar idag på TV2 som expertkommentator i Tippeliga- och landskamper.

## Bakgrund
Semb har bakgrund som bonde, och kommer från Vestfold. 